# Palazzo Darchis
Palazzo Darchis is een gebouw te Rome gelegen op de hoek van de Via Monte d'Oro (nr. 16) en de Piazza Monte d'Oro. Het werd gebruikt om Belgische studenten te huisvesten tijdens hun uitwisseling.

## Geschiedenis
Het gebouw dateert van 1699 en werd gekocht met geld van Stichting Lambert Darchis, de nalatenschap van de Luikse Lambert Darchis (1625-1699), die aan de Romeinse Curie werkte.
In 1854 werd het gebouw gerestaureerd in opdracht van François-Xavier de Mérode, schilder Pierre Monami en bankier François Terwagne. Een gedenksteen aan de gevel getuigt nog van deze restauratie.